# Раматіпаді
Раматіпаді (1620–1659) — король Камбоджі в середині XVII століття.

## Життєпис
Був третім сином короля Четти II.
Під час свого правління одружився з мусульманкою й сам навернувся в іслам. Зважаючи на це, король надавав багато привілеїв своїм новим одновірцям. Серед іншого, він дозволив мусульманам захопити голландські торгові судна, що стояли в камбоджійських портах. Це спричинило жорстку реакцію та у 1644—1645 роках булла споряджена каральна експедиція. Тільки в липні 1652 року голландці погодились на мир, а відповідну угоду було підписано ще за рік.
Раматіпаді поступово втрачав прихильність свого народу, особливий тиск на нього чинило буддійське духовенство. 25 січня 1658 року проти короля здійняли зброю два його сини. Зазнавши кількох поразок, Раматіпаді був змушений переховуватись. Зрештою його захопили в'єтнамці. Він був звільнений 1659 року, але загинув дорогою до Камбоджі.